# Piotr Migoń
Piotr Krzysztof Migoń (ur. 1966) – polski profesor nauk o Ziemi. Specjalizuje się w zagadnieniach z zakresu geografii i geomorfologii. Wykładowca i profesor w Instytucie Geografii i Rozwoju Regionalnego na Wydziale Nauk o Ziemi i Kształtowania Środowiska Uniwersytetu Wrocławskiego oraz w Wyższej Szkole Bankowej we Wrocławiu. Członek Komitetu Nauk Geograficznych Polskiej Akademii Nauk, członek korespondent Wydziału Nauk Ścisłych i Nauk o Ziemi tej instytucji od 2019 roku. Jest również członkiem Polskiej Akademii Umiejętności. Był prezesem Stowarzyszenia Geomorfologów Polskich. Zasiada w Komitecie Wykonawczym International Association of Geomorphologists.
Absolwent studiów geograficznych na Uniwersytecie Wrocławskim (rocznik 1989). Doktoryzował się w 1995 roku na Wydziale Nauk Przyrodniczych UW pisząc pracę zatytułowaną Izolowane wzgórza rezydualne (góry wyspowe) na podłożu skał krystalicznych w południowo-zachodniej Polsce – geneza i znaczenie paleośrodowiskowe. Habilitację uzyskał w 2000 roku na tej samej uczelni na podstawie rozprawy, której tematem była długookresowa ewolucja rzeźby denudacyjnej środkowej i zachodniej Europy.
Tytuł profesora nauk o Ziemi nadano mu w 2009 roku.

## Książki
Jest autorem lub współautorem następujących publikacji książkowych:
- Rzeki Polski[4]
- 100 przyrodniczych osobliwości Karkonoszy: karty z dziejów Ziemi[5]
- Karkonosze polskie i czeskie: przewodnik[6]
- Granite Landscapes of the World[7]
- Karkonosze – skały i krajobraz[8]
- Crystalline Rock Inselbergs in Southwestern Poland: Origin and Palaeoenvironmental Significance[9]
- Krajobraz kulturowy rejonu Kotliny Jeleniogórskiej[10]
- Geomorphological Landscapes of the World[11]
- Rudawski Park Krajobrazowy: geologia – geomorfologia – geoturystyka[12]
- Atrakcje geoturystyczne Krainy Wygasłych Wulkanów[13]

## Wybrane publikacje naukowe
Piotr Migoń jest autorem lub współautorem następujących publikacji naukowych:
- Skałki Gór Sowich [część 2]. Masyw Kalenicy, Grabiny i okolice Przełęczy Walimskiej[14]
- Górne Łużyce jako region geoturystyczny[15]
- Fractures and drainage in the granite mountainous area: A study from Sierra Nevada, USA[16]
- A modified stochastic approach to detect differences between sedimentary histories: Case study from the Roztoka–Mokrzeszów Graben (SW Poland)[17]
- Sanqingshan -- ukryty skarb Chin[18]
- Geomorphology of medium-high mountains under changing human impact, from managed slopes to nature restoration: A study from the Sudetes, SW Poland[19]
- Büdel, J. 1982: Climatic geomorphology. Princeton: Princeton University Press (Translation of Klima-geomorphologie, Berlin-Stuttgart: Gebrüder Borntraeger, 1977)[20].